# Il commediante (film 1934)
Il commediante (The Great Flirtation) è un film del 1934 diretto da Ralph Murphy.

## Trama
1. ↑   Le ombre e la voce. Ovvero: i misteri del doppiato svelati al pubblico (PDF), in Cinema Illustrazione, n. 10, 1935,  p. 9.